# Baldwinville
Baldwinville è un'area non incorporata e census-designated place nella città di Templeton nello stato del Massachusetts, contea di Worcester. Non va confuso con il quasi omonimo villaggio di Baldwinsville, nello stato di New York, Contea di Onondaga.